# 원피스 12기
일본 애니메이션 《원피스》 12기 '여인섬 편'(女ヶ島編)은 오다 에이치로의 원작 만화를 기반으로 도에이 애니메이션이 제작하고 미야모토 히로아키가 감독한 열두 번째 시즌이다. 2008년~2009년 일본 후지 TV에서 처음 방송되었으며, 회차는 총 14회 (408화~421화)에 달한다.
일본에서는 2009년 7월 5일부터 2009년 10월 11일까지 후지 텔레비전에서 방영되었으며, 2011년 4월과 5월에는 2부로 나뉜 DVD가 출시되었다. 대한민국에서는 2015년 대원방송에서 더빙판으로 처음 방영하였으며, 일본판 기준 11기 (샤본디 제도 편)와 하나로 묶어 12기로 명명하며 37화에 걸쳐 방영하였다.
여인섬 편에서는 샤본디 제도에서 바솔로뮤 쿠마의 공격으로 밀짚모자 해적단이 전원 해체된 가운데, 여자 부족들만 사는 '아마존 릴리'로 홀로 날아간 몽키 D. 루피가 그곳을 다스리는 칠무해의 일원 '해적 여제' 보아 행콕을 만나면서 벌어지는 이야기를 다루고 있다. 마지막 4편에서는 다른 동료들의 행방도 다루는 한편으로 자신의 형 포트거스 D. 에이스가 세계 최대의 감옥인 '임펠 다운'으로 끌려갔다는 소식을 들은 루피는 보아 행콕과 함께 그곳으로 향하기로 한다.
원피스 12기에서 사용된 오프닝곡은 1곡으로, 동방신기의 〈Share the World〉가 사용되었다. 대한민국의 대원방송판에서는 오프닝곡으로 코요태의 〈우리의 꿈〉이, 엔딩곡으로 신지의 〈나를 너에게〉가 사용되었다.